# Campionati arabi di lotta 2019
I campionati arabi di lotta 2019 si sono svolti a Il Cairo, in Egitto, dal 25 al 26 novembre 2019.

## Podi

### Lotta libera
| Evento | Oro                                      | Argento                                | Bronzo                      |
| 57 kg  | Ala Ali Szajba as-Sajjid                 | Gamal Al-Sabri                         | Fathi Mohamed Jagoub        |
| 61 kg  | Alibieg Alibiegow                        | Dżamal Abd an-Nasir Hanafi Muhammad    | Rami Ismail Alama           |
| 65 kg  | Haji Mohamad Ali                         | Fathi Ismail                           | Mohammad Al-Ajmi            |
| 70 kg  | Ahmad Mamduh Faradż Mutawalli            | Mustafa Mohamed Ali                    | Non assegnato               |
| 74 kg  | Amr Rida Ramadan Husajn                  | Erzo Shamil Isakove                    | Mohammad Abdelkareem        |
| 79 kg  | Sami Hamdi Amin Rabi                     | Abdulkareem Mahmoud Abudlaij           | Essam Abdelkereem Elkady    |
| 86 kg  | Umar Adil Muhammad Hasan                 | Guma Basher                            | Non assegnato               |
| 92 kg  | Chalid Masud Isma’il Ahmad al-Mutamadawi | Mohammed Al-Quhali                     | Mohamed Saifeldoula Moahmed |
| 97 kg  | Husam Muhammad Mustafa Mirghani          | Ibrahim Mohamed Flata                  | Non assegnato               |
| 125 kg | Zaid Husein Shishani                     | Ahmad Mahmud as-Sajjid Muhammad Chalil | Non assegnato               |

### Lotta greco-romana
| Evento | Oro                                 | Argento                   | Bronzo                   |
| 55 kg  | Youssef Harbi                       | Tourki Ali Hazoazi        | Mostafa Al-Qade          |
| 60 kg  | Ahmad Fu’ad Fu’ad Husajn Baghduda   | Rami Ismail Alama         | Sadam Hasan Al-Hezaa     |
| 63 kg  | Hajsam Mahmud                       | Mohammad Al-Ajmi          | Husien Abdallah El-Azaby |
| 67 kg  | Abu Halima as-Sa’id                 | Ahmed Salah Al-Marafi     | Fakhireldin Antar Obaid  |
| 72 kg  | Mahmud Muhammad Szauki Abd ar-Rahim | Ahmed Mohamed Dahshan     | Non assegnato            |
| 77 kg  | Ahmad Ibrahim Dżuma Hasan           | Sultan Eid                | Ibrahim Mohamed Bashir   |
| 82 kg  | Abd ar-Rahman Ihab Muhammad Dżamal  | Essam Abdelkereem El-Kady | Ali Abdelwahab Osman     |
| 87 kg  | Noureldin Hassan                    | Guma Babiker Adam         | Basil Sultan Al-Qdi      |
| 97 kg  | Mustafa Ali as-Sajjid Dżabr         | Ibrahim Mohamed Flata     | Mohamed Hasan El-Kmaly   |
| 130 kg | Abd al-Latif Muhammad Ahmad         | Non assegnato             | Non assegnato            |

## Medagliere
Paese ospitante.
| Pos.   | Paese          | Oro | Argento | Bronzo | Totale |
| ------ | -------------- | --- | ------- | ------ | ------ |
| 1      | Egitto         | 17  | 3       | 0      | 20     |
| 2      | Bahrein        | 2   | 0       | 0      | 2      |
| 3      | Giordania      | 1   | 5       | 2      | 8      |
| 4      | Arabia Saudita | 0   | 4       | 1      | 5      |
| 5      | Yemen          | 0   | 3       | 5      | 8      |
| 6      | Sudan          | 0   | 3       | 4      | 7      |
| 7      | Kuwait         | 0   | 1       | 2      | 3      |
| Totale | Totale         | 20  | 19      | 14     | 53     |